# Аладышкин, Евгений Ильич
Евгений Ильич Ала́дышкин (1912—1982) — советский инженер-конструктор в области морского приборостроения.

## Биография
Родился 8 (21 ноября) 1912 года в Нижнем Новгороде в семье служащего. В юности жил в городе Павлово .
Трудовую деятельность начал в 1928 году, по путевке комсомола был принят на работу в Павловский радиоузел. Здесь прошёл путь от ученика монтера радиоузла до главы радиотехнической службы района. Окончил курсы радиоинженеров в Нижнем Новгороде.
В 1939 году окончил ЛЭТИ имени В. И. Ульянова (Ленина). По распределению поступил на работу конструктором на завод «Водтрансприбор» в Ленинграде. Позднее возглавил разработку гидролокационной станции «Тамир-1».
В годы Великой Отечественной войны, после эвакуации предприятия в Омск, продолжал работать над совершенствованием станций «Тамир». В 1943 году под его руководством проведены государственные испытания станции «Тамир-10» для кораблей противолодочной обороны, через два года — гидролокационной станции «Тамир-5Л», предназначенной для подводных лодок. Гидролокационные станции «Тамир» различных модификаций успешно использовались в годы войны для поиска вражеских подводных лодок.
В 1946—1949 годах — начальник ОКБ Ленинградского приборостроительного завода. С 1949 года — главный инженер НИИ № 3 (ныне — ФГУП ЦНИИ «Морфизприбор»). Под его руководством проводилась научно-исследовательская работа в области гидроакустики, создан ряд морских приборов для ВМФ. В конце 1950-х годов была разработана гидроакустическая система «Арктика» для дизель-электрических подводных лодок и атомных подводных лодок первого поколения.
В 1959 году институт приступил к созданию для атомных подводных лодок второго поколения многофункционального гидроакустического комплекса с принципиально новым обликом и перечнем решаемых задач, получившего наименование «Рубин» (с 1960 года — главный конструктор Е. И. Аладышкин). В комплексе была применена носовая антенна максимально возможных для подводных лодок размеров, которая в пассивном и активном режимах обеспечивала обнаружение целей в дальних зонах акустической освещённости, то есть на дальностях, превышающих дальность действия предыдущих гидроакустических средств приблизительно в десять раз. «Рубин» стал родоначальником комплексов, созданных институтом для последующих поколений подводных лодок и кораблей.
В 1973—1979 годах — заместитель директора по научной работе того же института. Член ВКП(б) с 1944 года.
Умер 22 ноября 1982 года. Похоронен в Ленинграде на Серафимовском кладбище.

## Награды и премии
- Герой Социалистического Труда (28 апреля 1963) — за большие заслуги в деле создания и производства новых типов ракетного вооружения, а также атомных подводных лодок и надводных кораблей, оснащенных этим оружием, и перевооружения кораблей Военно-Морского Флота
- орден Ленина (28 апреля 1963) — за большие заслуги в деле создания и производства новых типов ракетного вооружения, а также атомных подводных лодок и надводных кораблей, оснащенных этим оружием, и перевооружения кораблей Военно-Морского Флота
- два ордена Трудового Красного Знамени (23 июля 1959; 6 апреля 1970)
- орден Красной Звезды (13 апреля 1944)
- медали
- Сталинская премия III степени (14 марта 1941) — за изобретение прибора ультразвуковой связи